# Aplocheilichthys maculatus
Aplocheilichthys maculatus é uma espécie de peixe da família Poeciliidae.
É endémica de Tanzânia.
Os seus habitats naturais são: rios intermitentes e pântanos.